# 深耶馬溪村
深耶馬溪村（しんやばけいむら）は、大分県下毛郡にあった村。現在の中津市の一部にあたる。

## 地理
山国川支流・山移川の上流、山移川支流の折戸川・岩屋川流域の山間部に位置していた。

## 歴史
- 1889年（明治22年）4月1日、町村制の施行により、下毛郡柿山村が単独で村制施行し、柿山村（かきやまむら）が発足[4][3]。大字は編成せず[3]。
- 1928年（昭和3年）4月1日、柿山村が深耶馬溪村に改称[1][2]。
- 1954年（昭和29年）3月31日、耶馬溪村に編入され廃止[1][2]。

### 地名の由来
名勝耶馬渓の奥深くの意「深」と観光耶馬渓の新中心地の意「新」を合わせたもの。

## 産業
- 農業[3]